# تونالايت

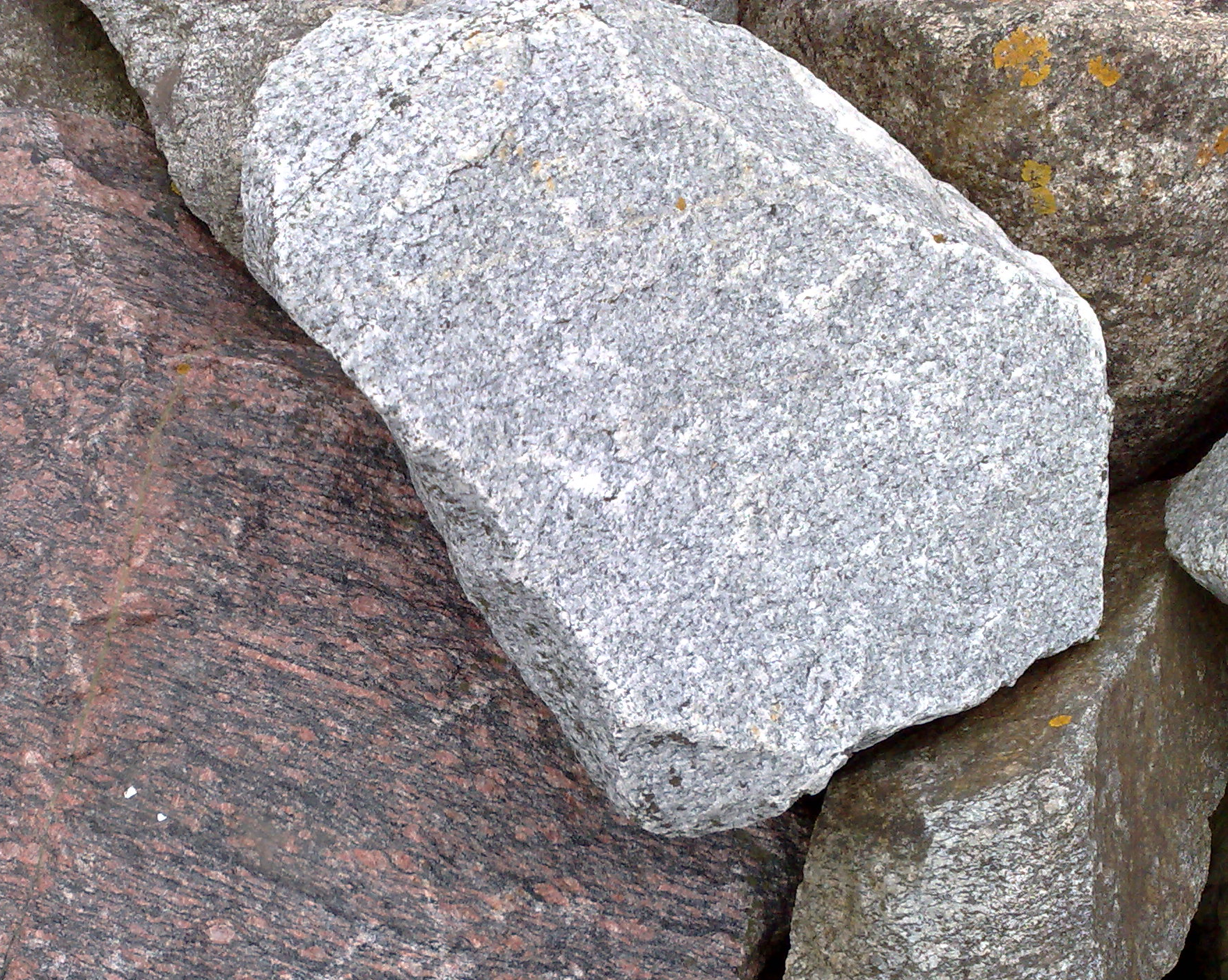
صخرة تونالايت

تونالايت أو توناليت (بالإنجليزية: tonalite)‏ هو نوع من الصخور الرسوبية النارية، فاتح اللون، سطحه محبب ويمكن رؤية ذلك بالعين المجردة، ويوجد به الفلدسبار علي شكل بلاغيوكلاس ويشكل الكوراتز أكثر من 20 % من الصخرة، الي جانب الأمفيبول والبيروكسين كمعادن اضافية.
وبالإشارة إلى تونالايت فإنه يستخدم أحيانا كمرادف للديورايت الكوارتزي إلا أن تصنيف الاتحاد الدولي لعلوم الجيولوجيا عرف التونالايت بأنه يحتوي على 20% من الكوارتز في حين أن الديورايت الكوارتزي نسبة الكواراتز فيه من 5 - 20%.
سمي الحجر نسبة إلي مكان اكتشافه في إيطاليا.